# Келії Крупицько-Батуринського монастиря
Келії Крупицько-Батуринського монастиря — пам'ятка архітектури місцевого значення у Вербівці.

## Історія
Споруджено у ХІХ столітті як настоятельський корпус Миколаївського Крупицького монастиря.
Після встановлення радянської влади у 1922 монастир було закрито. Після Другої світової війни на території монастиря розмістився місцевий колгосп, а в настоятельському корпусі було відкрито Осіцьку неповну середню школу. Школа діяла до травня 1999.  Того ж року через аварійність будівлі школу було переведено в інше місце.
Рішенням виконкому Чернігівської обласної ради народних депутатів від 28.04.1987 № 119 надано статус «пам'ятник архітектури місцевого значення» з охоронним № 42-Чг під назвою «Келії Крупицько-Батуринського монастиря». Встановлено інформаційну дошку «Келії з трапезною Батуринського Миколо-Крупицького монастиря 1834 р.» охоронний № 41-Чг/3.

## Опис
Входить до комплексу Крупицько-Батуринського Миколаївського монастиря — на правому березі річки Сейм, що безпосередньо на південний захід від села Вербівка. Наразі комплекс Крупицько-Батуринського Миколаївського монастиря входить до складу Національного історико-культурного заповідника «Гетьманська столиця».
Ансамбль пам'яток цікавий як приклад впливу форм російського класицизму на архітектуру Лівобережної України.
1834 року було побудовано настоятельський корпус у формах провінційного класицизму. Розташований на захід від трапезної Преображенської церкви. Кам'яний, одноповерховий, прямокутний у плані будинок. Симетрію фасаду підкреслює 4-колонний портик, увінчаний трикутним фронтоном.